# Чорноморець Олександр Сергійович
Олекса́ндр Сергі́йович Чорномо́рець (нар. 5 квітня 1993, Зеленодольськ, Україна) — український футболіст, лівий захисник. Виступав за юнацькі збірні України U-18 та U-19.

## Біографія
Вихованець дніпропетровського футболу. Виступав у ДЮФЛ за дніпропетровський «Інтер», київський РВУФК та володимир-волинський БРВ-ВІК.
Професійну кар'єру розпочав 2010 року в моршинській «Скалі», що виступала у другій лізі.
На початку 2011 року перейшов в «Динамо» (Київ), де провів півтора сезони за молодіжну команду, після чого влітку 2012 року був заявлений за «Динамо-2».
15 квітня 2016 року офіційно став гравцем «Десни». В Чернігові Чорноморець протягом півтора сезону відіграв 51 матч після чого перейшов до луцької «Волині», де провів залишок сезону 2017/18.
У 2018 році підписав контракт із ковалівським «Колосом».

### Збірна України
З 2010 по 2012 рік залучався до складу юнацьких збірних України U-18 і U-19.

## Досягнення
«Металіст 1925»:
 Бронзовий призер Першой ліги України: 2024/25